# Исаак Комнин (сын Алексея Комнина)
Исаа́к (Исаа́кий) Комнин (греч. Ἰσαάκιος Κομνηνός) (р. 16 января 1093 года — ум. после 1152 года) — третий сын византийского императора Алексея I Комнина (пр. 1081—1118) и Ирины Дукини.
После смерти отца, в борьбе за престол поддержал своего брата Иоанна, за что позже получил титул севастократора. Однако позже отношения между ними окончательно испортились, и Исааку пришлось покинуть Византию на несколько лет. После смерти Иоанна в 1143 году, младший брат попытался отнять престол у его сына Мануила.
Спустя несколько лет, по воле своего племянника Исаак отправился в монастырь. На склоне лет он прославился меценатством и благотворительностью.

## Биография
Исаак был братом императора Иоанна II и писательницы Анны Комнины. От своего отца он получил титул кесаря.
Во время противостояния Иоанна и его родственников — Ирины Дукини и Анны, желавших возвести на престол Никифора Вриенния младшего, Исаак поддержал родного брата. Спустя пять лет после восшествия на престол, Иоанн даровал своему старшему брату титул севастократора. В отличие от младшего брата, Исаак увлекался не только войной, но также науками и искусством.

### Интриги
Однако Исаак после 1122 года попытался захватить власть в столице, когда император был в походе. Переворот не удался, и заговорщику пришлось покинуть Византию вместе с сыном Иоанном. Их с радостью приняли в Конийском султанате, где они попытались создать коалицию против базилевса. Однако его военные успехи и нехватка денежных средств свели их планы на нет, и диссиденты вернулись в Константинополь.
В 1139 году, сын Исаака Иоанн перед одним из сражений с сельджуками рассорился с императором и переметнулся к врагу. Позже он принял ислам и женился на дочери конийского султана Кылыч-Арслана II.
Перед своей смертью в 1143 году, Иоанн II завещал свой престол младшему сыну — Мануилу, в обход его брата Исаака. Но будущему правителю пришлось приложить немало усилий для реализация своих прав. В 1145—1146 году дядя попытался обрести имперский престол, но племянник смог защитить свою власть.

### Отход от дел
После 1150 года Мануил заставил родственника отойти от государственных дел, и в 1151/1152 годах Исаак основал киновию Космосотейра, расположенную рядом с городом Феры. Выбрав монастырь своей резиденцией, Комнин самостоятельно написал его устав, а также передал в его собственность свои многочисленные фракийские деревни и города. Останки Исаака оказались в монастыре Хора, которому он также уделял большое внимание, но в итоге прах перенесли в Космосотейру.

## Семья
По одной версии, женой Исаака была Ирина — дочь звенигородского и перемышльского князя Володаря Ростиславовича, по другой — Катерина, дочь грузинского царя Давида IV. От этого брака у него появились следующие дети:
1. Иоанн Комнин — после ссоры с Иоанном II бежал к сельджукам, позже принял ислам.
2. дочь, чьё имя неизвестно (возможно Ольга, вторая жена русского князя Юрия Долгорукого).
3. Анна Комнина.
4. Андроник I Комнин — византийский император в 1183—1185 годах.